# ディープダンジョン
『ディープダンジョン』（Deep Dungeon）は、1986年にファミリーコンピュータ ディスクシステムで発売された3DダンジョンRPG作品、およびそれに続くシリーズの名称。全編3DのRPGとしてはファミコン初の作品である。
1986年にファミリーコンピュータ ディスクシステム用ソフトとして、当時スクウェアが提唱しパソコンゲームメーカー7社によって設立されたDOGより発売された。ファミリーコンピュータ用ソフトとしては初となる3DダンジョンRPGであり、続編も製作された。
開発はハミングバードソフトが行い、発売元は第1作と『II』はDOG（スクウェア）、『III』はスクウェア、『IV』はアスミックとなっている。
ゲーム誌『ユーゲー』にてライターの飴尾拓朗は、本作のゲームシステムやBGMの類似性から、後にハミングバードソフトより発売されたパソコン用ソフト『ロードス島戦記』の基礎となった作品であると推測している。また、本作の発売によって、3DダンジョンRPGというジャンルに対して苦手感を抱いたユーザーと、『ウィザードリィ』など同ジャンルの他の作品に興味を抱いたユーザーとに二分された事を指摘している。

## シリーズ一覧
ディープダンジョン 魔洞戦記
1986年にディスクシステム用ソフトとして発売。1988年にMSXに移植された他、2013年にはWindows用ソフトとしてプロジェクトEGGにてMSX版が配信された。
勇士の紋章 ディープダンジョンII
1986年にディスクシステム用ソフトとして発売。1988年にMSXに移植された他、2014年にはWindows用ソフトとしてプロジェクトEGGにてMSX版が配信された。
ディープダンジョンIII 勇士への旅
1988年にファミリーコンピュータ用のロムカセットとして発売。
ディープダンジョンIV 黒の妖術師
1990年にファミリーコンピュータ用のロムカセットとして発売。

## ディープダンジョン 魔洞戦記
『ディープダンジョン 魔洞戦記』（－まどうせんき）は、1986年12月19日にディスクシステム用ソフトとして発売された3DダンジョンRPG。
1988年にMSX版も発売されている（開発・発売はスキャップトラスト、メディアはメガロムで供給）。FC版とは一部のBGMとゲームクリアに必要なアイテムの入手方法が異なる。なお、MSX版の主人公は母親と妹が魔物に殺された理由で魔物達を憎んでいる設定が追加されている。
2005年には携帯電話用アプリゲームとしてVアプリにて配信された他、2013年にはWindows用ソフトとしてプロジェクトEGGにてMSX版が配信された。

### ゲーム内容（ネタバレあり）
魔王を倒しに行ったはずの百戦錬磨の勇剣士ルウが最深部で魔王に取って代わり魔物の頂点に君臨していたというストーリーで、「ミイラ取りがミイラになっていた」というオチが付くゲームの一番手とも言える。最強の武具・ルウの剣、盾、鎧が敵モンスターとして襲いかかってきて、倒すことによってアイテムとして入手できるというイベントが当時のファミコンゲームとしては斬新であったが、これはPCゲーム「 Wizardry #2 - Knight of Diamonds（ダイヤモンドの騎士） 」にあったイベントからヒントを得たものと推測される。地下がメインということで全体的に暗い色使いだが、地下深くなればなるほどモンスターの色使いもユニークなものになっていき、デザインと合わせて不気味な雰囲気を醸し出していた。各階層にはそれぞれ水、火、死などのテーマが定められている。扉を足で蹴り開け、ゴミの山を漁って宝物を探し出す粗暴な主人公も印象的であった。また、主人公のHPが0になるとゲームオーバーになる。そして「ほぞんしたところからはじめる」か「しんだところからはじめる」を選ぶことになる。

### 物語
ドールの街の地下深くに住んでいた魔王が復活し、魔物たちが地上にまで押し寄せエトナ姫がさらわれた。勇剣士ルウを含む数々の冒険者が地下に挑むも誰一人として戻らず、主人公（勇剣士ラル）にエトナ姫の救出と魔王の討伐を頼むことになった。

### 移植版
| No. | タイトル                    | 発売日        | 対応機種                          | 開発元               | 発売元             | メディア                         | 型式 | 備考        |
| --- | --------------------------- | ------------- | --------------------------------- | -------------------- | ------------------ | -------------------------------- | ---- | ----------- |
| 1   | ディープダンジョン 魔洞戦記 | 1988年        | MSX                               | ハミングバードソフト | スキャップトラスト | ロムカセット                     | -    |             |
| 2   | ディープダンジョン          | 2005年1月12日 | 256KB Vアプリ対応機種 （Vアプリ） | ボーステック         | ボーステック       | ダウンロード （RPG大好き！）     | -    |             |
| 3   | ディープダンジョン 魔洞戦記 | 2013年6月25日 | Windows                           | ハミングバードソフト | D4エンタープライズ | ダウンロード （プロジェクトEGG） | -    | MSX版の移植 |

### スタッフ
- プログラム：HACK
- 音楽：ARMADILLO
- キャラクター・デザイン：Q-PLA、ANN
- シナリオ、ディレクター：HIR（今西寛）
- スペシャル・サンクス：MATCH（松尾光泰）、KAWATCHY（かわうちよしかず）、KOBAN、HANIWA

### 評価
- ゲーム誌『ファミコン通信』の「クロスレビュー」では5、5、8、6の24点[7]。レビュアーは『ウィザードリィ』のミニチュア版で『ドラゴンクエスト』のダンジョン面だけをフィーチャーしたようなゲームなためオリジナリティにはやや欠けるがよくあるRPGで素直に楽しめるとする者、敵を倒して経験値を上げるだけでは真のRPGとは言えないとする者、始めのうちは地下迷路が続きマップを作らないとなかなか進めないがゴミの山から宝が出現する発想には驚きで飽きないゲームだとした者、ファミコンで本格RPGをプレイできるのは嬉しくディスクカードなためセーブ可能なことや夜に遊ぶときにBGMを消音できる親切な機能もあると賞賛した者がいた[7]。

- ゲーム誌『ファミリーコンピュータMagazine』の読者投票による「ゲーム通信簿」での評価は以下の通りとなっており、16.30点（満25点）となっている[8]。また、同雑誌1991年5月24日号特別付録の「ファミコンディスクカード オールカタログ」では、マップ構成に関しては「かなり複雑なので必ず迷う」と難解である事を指摘しているが、「道を覚えてしまえば自分の家の近所を散歩するように、迷路を行き来し、アイテムや経験値集めに精を出すことになる」とゲームシステムに慣れる事で難易度が変化する事を指摘した[8]。

| 項目 | キャラクタ | 音楽 | 操作性 | 熱中度 | お買得度 | オリジナリティ | 総合  |
| 得点 | 3.25       | 3.09 | 3.21   | 3.48   | -        | 3.27           | 16.30 |

- ゲーム誌『ユーゲー』においてライターの飴尾拓朗は、「ゴミ山をあさって金を稼いだり、隠しコマンドで大安売り状態の「ひっさつのいちげき」など、ツッコミどころ満載」と一部ゲームシステムに関して苦言を呈しているが、マップの広さや終盤におけるストーリー展開を肯定的に評価した他、「3DRPG入門作として初期のディスク市場を裏から支えていた」と評価した[3]。

## 勇士の紋章 ディープダンジョンII
『勇士の紋章 ディープダンジョンII』（ゆうしのもんしょう－）は、1987年5月29日にディスクシステム用ソフトとして発売された3DダンジョンRPG。
1988年にMSX版も発売されている（MSX版の魔洞戦記と同様に開発・発売はスキャップトラスト、メディアはメガロムで供給）。FC版との相違点は街全体がドラゴンクエストと同様の2Dに変更されており、魔洞戦記のクリアデータを使用して新規プレイを始めた場合は街の外に出ることもできるようになっている。なお、携帯アプリ版もリリースされている。
2014年にはWindows用ソフトとしてプロジェクトEGGにてMSX版が配信された。

### ゲーム内容
基本的なシステムは前作と同一だが、今作の舞台は地下のみに留まらないのがポイント。地上と地下では難易度が違っており、地下のモンスターは地上のそれより格段に強力である。前作のルウの武具シリーズはそれぞれ日の剣・星の鎧（スターメイル）・月の盾と名称が変更になっており、前作のように襲ってくることはなくなった。最後に待ち構える敵はルウでは無く、タイトルにもなっている『勇士の紋章』というアイテムを使うことでその正体が判明する、という衝撃的なものだった。また、前作同様、主人公のHPが0になるとゲームオーバーになる。エンディングは2種類ある。グッドエンディングはルウを正気に戻し、闇の帝王（真のラスボス）を倒すことで見ることができる。バッドエンディングはルウを正気に戻さず、倒したあとにそのまま城へ帰還すると見られる。
前作のデータを使って遊ぶことも可能で、この場合は主人公のレベルが2からのスタートとなる。
ディスクライターによる書き換え版も存在し、地下4階のマップが異なる。

### 物語
魔王ルウが勇剣士ラル（前作の主人公）に倒されて数十年後、ドールの街の人々の記憶からルウの名が忘れられた頃、地底からルウが再び復活した。そんな折も折、ラルの子孫という若者が現れて…。

### 移植版
| No. | タイトル                        | 発売日        | 対応機種        | 開発元               | 発売元             | メディア                         | 型式 | 備考        |
| --- | ------------------------------- | ------------- | --------------- | -------------------- | ------------------ | -------------------------------- | ---- | ----------- |
| 1   | 勇士の紋章 ディープダンジョンII | 1988年        | MSX             | ハミングバードソフト | スキャップトラスト | ロムカセット                     | -    |             |
| 2   | 勇士の紋章 ディープダンジョンII | 2006年11月    | EZアプリ (BREW) | BBMF                 | BBMF               | ダウンロード （@ゲームワールド） | -    | リメイク    |
| 3   | 勇士の紋章 ディープダンジョンII | 2014年2月12日 | Windows         | ハミングバードソフト | D4エンタープライズ | ダウンロード （プロジェクトEGG） | -    | MSX版の移植 |

### スタッフ
- プログラム：鶴田真一
- シナリオ：今西寛
- 音楽：ARMADILLO
- 効果音：かわうちよしかず
- キャラクター・デザイン：ANN KOBE
- グラフィック・デザイン：安田哲夫
- アドバイザー：松尾光泰

### 評価
- ゲーム誌『ファミコン通信』のクロスレビューでは、6・7・8・6の合計27点（満40点）となっている[11]。レビュアーの意見としては、「ロールプレイングってのは、やっぱりシナリオがすべてだと思う」、「戦闘部分をヌキにしても、謎解きだけで楽しめるようなもの」と前置きした上で、「（本作は）あと2歩ってとこかなあ」と否定的に評価している[11]。

- ゲーム誌『ファミリーコンピュータMagazine』の読者投票による「ゲーム通信簿」での評価は以下の通りとなっており、17.25点（満25点）となっている[8]。また、同雑誌1991年5月24日号特別付録の「ファミコンディスクカード オールカタログ」では、「前作と大きく変わるところはない」と指摘しているが、「2作目なのでスケールが大きくなっている」とゲーム内容に関して肯定的に評価している[8]。

| 項目 | キャラクタ | 音楽 | 操作性 | 熱中度 | お買得度 | オリジナリティ | 総合  |
| 得点 | 3.25       | 3.09 | 3.21   | 3.48   | -        | 3.27           | 16.30 |

- ゲーム誌『ユーゲー』においてライターの飴尾拓朗は、ゲームシステムの変更やディスクへのアクセス頻度の減少、ゲームバランスの改善などを指摘した上で「スピーディに進化した」と肯定的に評価した他、逃げようとする敵に攻撃する事ができるシステムに関して「珍しい戦闘シーンが印象的」と言及し、「初代で挫折したユーザーを引き戻すコマとなる」と評した[3]。

## ディープダンジョンIII 勇士への旅
『ディープダンジョンIII 勇士への旅』（－ゆうしへのたび）は、1988年5月13日にファミリーコンピュータ用ソフトとして発売された3DダンジョンRPG。
前作までと異なりディスクカードではなくロムカセットでの発売となった。また、他機種には一切移植されていない。

### ゲーム内容
ハードをロムカセットに移し、前作とは全く違う世界、全く違うシステムで登場した。本作では『ドラゴンクエストシリーズ』や『ファイナルファンタジーシリーズ』のように4人パーティ制を導入した。また魔法（呪文）という概念が加わった。主人公（剣士）が死亡、もしくはパーティー全員が麻痺するとゲームオーバー。ゲームオーバー時に出るメッセージは2種類ある。主人公（剣士）が死亡した時は「もくてきをうしなった」が表示され、パーティー全員が死亡、麻痺した時は「パーティーはぜんめつした」と表示される。

### 物語
とある小さな村に、一人の少年がいた。幼い頃から勇剣士ラルの伝説を聞いて育った彼には、「いつか立派な勇剣士になる！」という大きな夢があった。――そして数年後、たくましい若者に成長した彼は勇剣士を夢見てこの村をあとにしたのであった。その旅の途中で立ち寄ったディリージュという国で奇怪な事件に巻き込まれてしまう。一夜の間に各地の街が高い壁に囲まれ、ディリージュの国王と姫が魔物にさらわれて行方不明となってしまったのであった。
外界への唯一の道となるダンジョンも魔物たちが蔓延りはじめ、勇敢な戦士たちが幾人も探索に向かったが誰一人戻ってくる者はいなかった。人々が絶望に沈む中、彼は国の危機を救うために自ら名乗りを挙げ、魔物が徘徊するダンジョンの探索に挑む。

### スタッフ
- メイン・プログラマー：鶴田真一
- サブ・プログラマー：桂秀則
- シナリオ：安田哲夫
- 音楽、効果音：松下一也
- ビジュアル・デザイン：安田哲夫
- ゲーム・デザイン：高山浩、安田哲夫、鶴田真一、桂秀則
- コンバット・デザイン：高山浩
- アドバイザー：井上由香
- スペシャル・サンクス：松尾光泰、かわうちよしかず、みずのこういち
- ディレクター：今西寛

### 評価
- ゲーム誌『ファミコン通信』のクロスレビューでは、5・6・8・5の合計24点（満40点）となっている[14][13]。レビュアーの意見としては、移動時の矢印など『ウィザードリィ』との類似性を指摘した上で、「なにもそこまでしなくても」と否定的に評価している[14]。

- 『ファミリーコンピュータMagazine』の読者投票による「ゲーム通信簿」での評価は以下の通りとなっており、17.49点（満30点）となっている[12]。

| 項目 | キャラクタ | 音楽 | 操作性 | 熱中度 | お買得度 | オリジナリティ | 総合  |
| 得点 | 3.03       | 2.99 | 2.90   | 3.00   | 2.76     | 2.81           | 17.49 |

## ディープダンジョンIV 黒の妖術師
『ディープダンジョンIV 黒の妖術師』（－くろのようじゅつし）は、1990年4月6日にファミリーコンピュータ用ソフトとして発売された3DダンジョンRPG。
前作までと異なりスクウェアではなくアスミックからの発売となった。
『III』に引き続き、ロムカセットで発売された。しかし販売本数で振るわなかった為、ディープダンジョンシリーズ最後の作品となった。また、『III』と同様に他機種には一切移植されていない。

### 物語
悪のフォースと善のフォースが鎬を削る、剣と魔法の世界に魔王サイマーが現れた。何者かに殺されたフレドの息子が仇を討つべく、サイマーとの戦いの旅に出る。

### スタッフ
- シナリオ：かとうかつひろ
- プロジェクト・チーフ：TSURUSAN
- スペシャル・サンクス：松尾光泰、そだかつとし、ANN KOBE、みなみたかひろ、たかさきかずゆき、TWO SAITOU、NAGATA、WATANABE、MOTOYAMA

### 評価
ゲーム誌『ファミコン通信』のクロスレビューでは合計23点（満40点）、『ファミリーコンピュータMagazine』の読者投票による「ゲーム通信簿」での評価は以下の通りとなっており、16.31点（満30点）となっている。また、同雑誌1991年5月10日号特別付録の「ファミコンロムカセット オールカタログ」では、オートマッピング機能に関して「なかなか便利」と肯定的に評価している。
| 項目 | キャラクタ | 音楽 | 操作性 | 熱中度 | お買得度 | オリジナリティ | 総合  |
| 得点 | 2.83       | 2.84 | 2.74   | 2.69   | 2.62     | 2.59           | 16.31 |